# George Ayres (Fußballspieler)
George Alexander Ayres (* 5. September 1901 in Islington; † 17. Januar 1983 in Seaford) war ein englischer Fußballspieler. Der variabel einsetzbare Spieler bestritt in den 1920er Jahren für Charlton Athletic, The Wednesday und den FC Blackpool insgesamt 99 Partien (20 Tore) in den unterklassigen Spielklassen der Football League.

## Karriere
Ayres diente auf der Militärbasis RAF Cranwell und spielte als Mittelstürmer auch für das dortige Armeeteam, als er im Dezember 1922 für Charlton Athletic als Amateur zu seinem Debüt in der Third Division South kam; bis zum Ende der Saison 1922/23 standen sieben Einsätze auf der Mittelstürmerposition und ein Torerfolg (beim 3:1-Heimsieg gegen Swindon Town) zu Buche. Nach seiner Ausmusterung wurde er im Februar 1924 Profi bei Charlton, bereits ab Ende November 1923 kam er regelmäßig zum Einsatz, zumeist allerdings auf der Position des linken oder rechten Halbstürmers.
Im Mai 1924 wurde Ayres vom Sheffielder Zweitdivisionär The Wednesday verpflichtet und der Verein bat telegrafisch bei der Football League erfolgreich um die Spielerlaubnis für das letzte Spiel der Saison 1923/24, in dem er auf der Mittelstürmerposition Jimmy Trotter vertrat und per Linksschuss zum 2:0-Endstand gegen Manchester United traf. In der Zweitligasaison 1924/25 kam Ayres zumeist als linker Halbstürmer zu insgesamt 20 Ligaeinsätzen, persönliches Saisonhighlight war sein Hattrick am 20. September bei einem 3:0-Heimsieg gegen Stockport County. Da sich auf der linken Halbstürmerposition mit Matt Barrass, Harold Hill, Billy Marsden, Charlie Petrie, Billy Powell, Sam Taylor und Alex Weaver eine Vielzahl weiterer Spieler versuchen durfte, spielte er auch mehrfach im Reserveteam, für das er zehn Mal traf. Zu Beginn der folgenden Saison gehörte Ayres erneut zur Stammformation und traf in den ersten drei Saisonspielen vier Mal. Nach einer 1:4-Niederlage am fünften Spieltag gegen Derby County nahm erneut Hill seinen Platz im Team ein und Ayres musste fortan in der Reserve spielen, mit der er die Meisterschaft in der Central League gewann und dabei erneut zehn Treffer erzielte.
Während Wednesday am Saisonende als Zweitligameister in die First Division aufstieg, wurde Ayres auf die Transferliste gesetzt und wechselte im Mai 1926 zum Zweitligisten FC Blackpool. Bei Blackpool wurde er im Laufe der Saison 1926/27 vom Halbstürmer zunächst auf die Position des Außenläufers zurückgezogen und schließlich ab Februar 1927 als Mittelläufer aufgeboten. Von der Presse wurde Ayres bei Blackpool „gute Ballkontrolle“ und ein „robustes Zweikampfverhalten“ zugeschrieben, im Februar 1927 wurden ihm „großartige Fortschritte als Mittelläufer“ beschieden und nach einer längeren Pause wurde er im Januar 1928 als „extrem vielseitig“ gelobt. Im September 1927 musste sich Ayres wegen einer in einer Partie gegen Oldham Athletic erlittenen Verletzung operieren lassen. Sein Karriereende am Ende der Saison 1927/28 soll ebenfalls verletzungsbedingte Gründe gehabt haben.
Ayres ragte auch als Cricketspieler heraus und gehörte zeitweise dem Surrey County Cricket Club an, bestritt aber kein First-Class Match. Für die Cricketteams von Horncastle und Woodhall Spa trat er mehrfach in Erscheinung, da er im nahegelegenen Thimbleby, dem Heimatort seiner Ehefrau, seine Sommerurlaube verbrachte. Nach seiner Fußballerlaufbahn wurde er 1929 Fußball- und Crickettrainer an der Stamford School und war auch beim Surrey County Cricket Club als Trainer tätig.